# Lucien Bertholon
Pour les articles homonymes, voir Bertholon.
Lucien Bertholon, né à Metz 30 septembre 1854 et mort à Lyon le 4 août 1914, est un médecin et anthropologue français d'origine lyonnaise, spécialiste de l'Afrique du Nord. 

## Biographie
Docteur en 1877, Lucien Bertholon est nommé aide-major de 2e classe en Tunisie. Médecin militaire puis civil, il occupe plusieurs fonctions importantes dans le Protectorat : médecin-chef des prisons, secrétaire de la conférence consultative, inspirateur de groupements mutualistes. Fondateur en 1893 de l'Association Tunisienne des Lettres, Sciences et Arts, qui devient en 1894 l'Institut de Carthage, et de la Revue tunisienne, organe de l'Institut, la majorité de son œuvre est consacrée à l'anthropologie berbère. Membre de la Société d'anthropologie de Paris, il reçut la médaille d'or de cette société.

## Publications
- De la vitalité des races du nord dans les pays chauds exempts d'impadulisme, 1877
- La Colonisation arabe en France, 721-1026, 1887
- Les premiers Colons de souche européenne dans l'Afrique du Nord, 1897
- Recherches anthropologiques dans la Berbérie orientale : Tripolitaine, Tunisie, Algérie, 1913
- Origines néolithique et mycénienne des tatouages des indigènes du Nord de l'Afrique, 1904, 32 p. lire en ligne sur Gallica

## Sources
- Ernest Chantre, Le docteur Lucien Bertholon (1854-1914) ; sa vie et ses œuvres, Revue tunisienne, no 22, 1915, p. 3-22
- Société de Géographie et d'Archéologie d'Oran, Nécrologie. Docteur Bertholon, de Tunis, Bulletin de la Société de Géographie et d'Archéologie d'Oran, 1914, p. 479-480.